# 莫尔迪克
莫尔迪克是德国石勒苏益格－荷尔斯泰因州的一个市镇。总面积6.30平方公里，总人口110人，其中男性52人，女性58人（2011年12月31日），人口密度17人/平方公里。